# Britské Malajsko
Britské Malajsko (anglicky British Malaya) bylo volné uskupení států na Malajském poloostrově, které od 18. do 20. století kolonizovali Britové. Před založením Malajské unie v roce 1946 nebyly tyto kolonie spravovány jednou administrativou. Britské Malajsko zahrnovalo Průlivové osady (anglicky Straits Settlements), federaci čtyř malajských států a pět nefederovaných malajských států.
Britské Malajsko bylo největší světový producent cínu a později i kaučuku. Jako surovinová základna se proto v prosinci 1941 stalo cílem japonské invaze. Japonci poté Britské Malajsko okupovali až do konce války v srpnu/září 1945. V roce 1946 vznikla Malajská unie, která byla v roce 1948 nahrazena Malajskou federací. Nezávislost získala 31. srpna 1957. Dne 16. září 1963 byla federace, spolu se státy Sabah, Sarawak a Singapur (který ale v roce 1965 z federace vystoupil) spojena do větší federace nazvané Malajsie.

## Části Britského Malajska

Britské Malajsko kolem roku 1922:
Průlivové osady
Federované malajské státy
Nefederované malajské státy

### Průlivové osady
- Malacca
- Penang a Dinding
- Singapur

### Federované malajské státy
- Pahang
- Perak
- Negeri Sembilan
- Selangor

### Nefederované malajské státy
- Johor
- Kedah
- Kelantan
- Perlis
- Terengganu